# Sanfilippodytes barbarae
Sanfilippodytes barbarae är en skalbaggsart som först beskrevs av Henry Clinton Fall 1932.  Sanfilippodytes barbarae ingår i släktet Sanfilippodytes och familjen dykare. Inga underarter finns listade i Catalogue of Life.